# 100년 경주 지진
100년 경주 지진은 100년에 경상북도 경주시에서 발생한 지진이다. 100년 10월 경상북도 경주시에서 규모 M6.7, 최대진도 VIII~IX로 추정되는 지진이 발생했다.
〔21년(100)〕 겨울 10월에 경도(京都)에 지진이 일어나 백성들의 가옥이 쓰러져 죽은 자가 생겼다.
 — 三國史記 권 제1 신라본기 제1, 파사(婆娑) 이사금(尼師今)

## 같이 보기
- 한국의 지진
- 100년 경주 지진
- 304년 경주 지진
- 779년 경주 지진
- 1997년 경주 지진
- 2016년 경주 지진